# Station Ardooie-Koolskamp
Station Ardooie is een voormalig spoorwegstation in de gemeente Ardooie. Het lag aan spoorlijn 73, dat is de spoorlijn die Deinze met De Panne verbindt.

## Aantal instappende reizigers
De grafiek en tabel geven het gemiddeld aantal instappende reizigers weer op een week-, zater- en zondag.
| Tabel: aantal instappende reizigers station Ardooie-Koolskamp | Tabel: aantal instappende reizigers station Ardooie-Koolskamp | Tabel: aantal instappende reizigers station Ardooie-Koolskamp | Tabel: aantal instappende reizigers station Ardooie-Koolskamp |
|                                                               | Weekdag                                                       | Zaterdag                                                      | Zondag                                                        |
| ------------------------------------------------------------- | ------------------------------------------------------------- | ------------------------------------------------------------- | ------------------------------------------------------------- |
| 1977                                                          | 10                                                            | 0                                                             | 0                                                             |
| 1978                                                          | 10                                                            | 0                                                             | 0                                                             |
| 1979                                                          | 36                                                            | 0                                                             | 0                                                             |
| 1980                                                          | 18                                                            | 0                                                             | 0                                                             |
| 1981                                                          | 30                                                            | 0                                                             | 0                                                             |
| 1982                                                          | 32                                                            | 0                                                             | 0                                                             |
| 1983                                                          | 21                                                            | 0                                                             | 0                                                             |

0: Deinze ·
4,5: Grammene ·
6,2: Wontergem ·
8,3: Aarsele ·
15,6: Tielt ·
20,1: Pittem ·
24,0: Ardooie-Koolskamp ·
26,5: Kortekeer ·
31,7: Lichtervelde ·
37,7: Kortemark ·
40,5: Handzame ·
43,7: Zarren ·
47,9: Esen ·
50,4: Diksmuide ·
52,0: Kaaskerke ·
54,8: Oostkerke ·
62,4: Avekapelle ·
65,5: Veurne ·
66,9: Koksijde ·
70,5: De Panne